# Notosaure
|  | Aquest article tracta sobre el gènere. Si cerqueu l'ordre, vegeu «Notosaures». |

El gènere Nothosaurus agrupa les espècies semi-aquatiques de tetràpodes amniotes lepidosaurians que visqueren durant el període Triàsic. El gènere està completament extint.
Els notosaures vivien més o menys com les foques viuen avui dia, atrapant les seves preses a l'aigua i anant-se a descansar a sobre de roques o de platges. S'assemblaven a grans llangardaixos de fins a tres metres de llargària, amb un coll i una cua força llargs. Segurament són els avantpassats dels pliosaures i dels plesiosaures.
Nothosaurus significa literalment llangardaix mixt car vivia a la vegada sobre terra ferma i a l'aigua.

## Llistat d'espècies
- Nothosaurus mirabilis Münster 1834
- Nothosaurus schimperi Meyer 1834
- Nothosaurus raabi Schöder 1914
- Nothosaurus winterswijkensis
- Nothosaurus giganteus
- Nothosaurus procerus